# 美國大陸航空1713號班機空難
1987年11月15日，美國大陸航空一架由麥道DC-9執飛從丹佛克里斯國際機場飛往博伊西機場的1713号航班，於起飛不久後突然失控反轉墜毀在跑道35L外，機上77名乘客及5名機組人員中有28人死亡。事故後美國國家运输安全委員會（NTSB）的報告指出由於機長等待起飛時間過長，且沒有進行再除冰令機翼受冰污染；以及經驗不足的副機長在起飛時把機首拉太高，最終导致飞机失速墜毀。

## 資訊摘要

### 航機

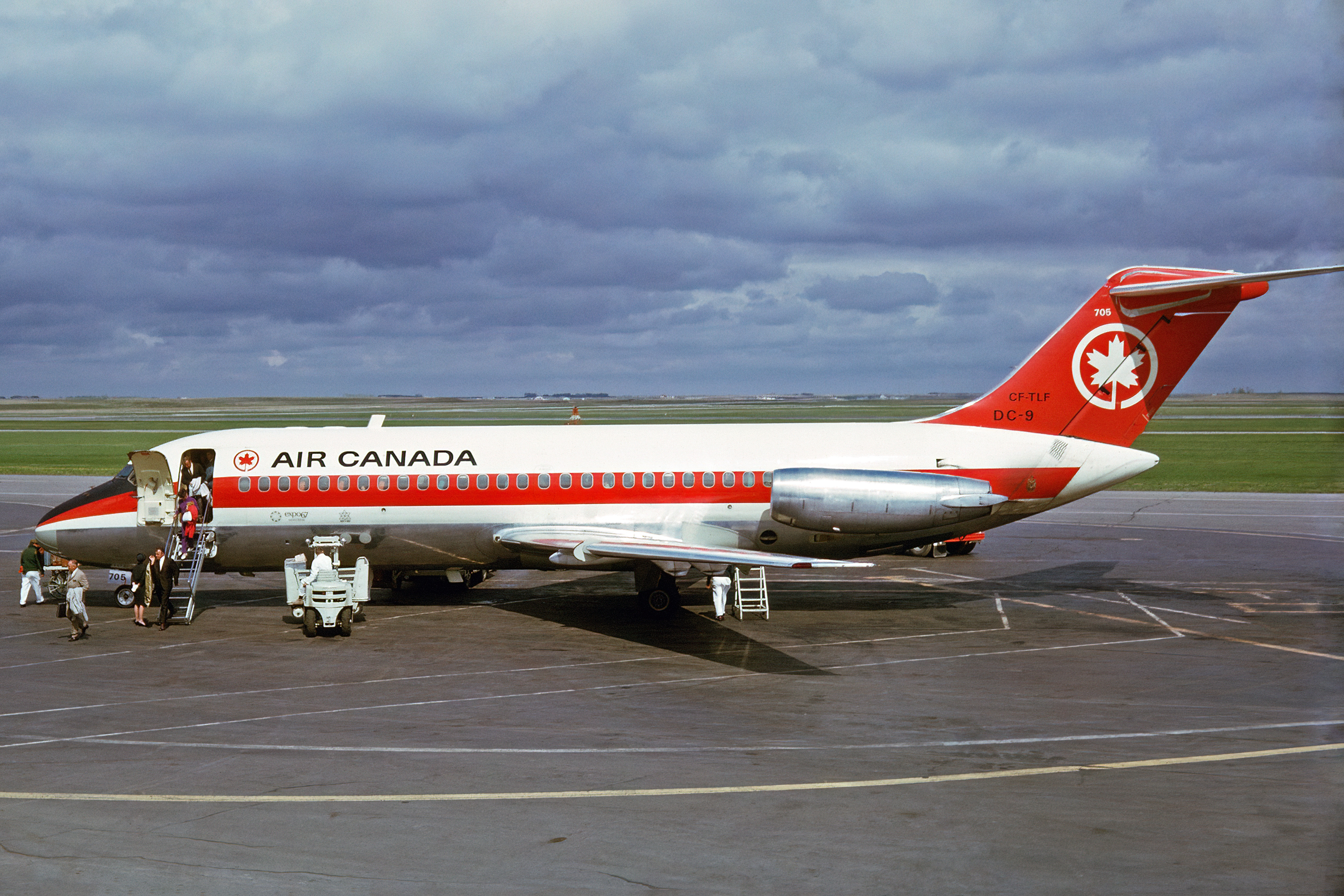
曾於加拿大航空服役的N626TX

涉事客機為一架擁有21年機齡的DC-9-14，註冊號碼N626TX （页面存档备份，存于），配備兩台普惠JT8D-7B發動機。客機於1966年5月交付給加拿大航空，並於1968年出售給德克薩斯國際航空公司，直至1982年出售給美國大陸航空。出事前，涉事客機已累計超過 52,400飛行小時。

### 機組
1713號航班的機長為43歲的Frank B. Zvonek Jr，於1969年加入美國大陸航空。墜毀前擁有121,25小時的飛行經驗，但在DC-9上僅有166小時，出事前不到三週他才被升級為機長。副駕駛則為26歲的Lee Edward Bruecher，於墜毀前4個月被聘請。他曾為里約航空服務，並於9月中通過了DC-9的初步熟練檢查。他擁有3,186小時的飛行經驗，但當中僅有36小時是執飛DC-9，這僅是他於渦輪噴氣客機的範圍，而且他在過去的24天裡根本沒有飛過。事故發生時，布魯徹是飛行員。機組人員由三名空服員組成。

### 天氣
事故發生時，國家氣象局報告丹佛克里斯國際機場有中度降雪。最大降雪率發生在MST下午1時10至2時20分，降雪高峰值約在下午1時50分。

## 事故
CO1713號班機原定於下午12時25分從丹佛克里斯國際機場起飛，但包括1713號班機在內，不少航班都因惡劣天氣而延誤。下午1時03分，1713班機在沒有申請滑行許可的情況下從登機門滑行至除冰區，亦令航空管制員不知道1713號班機已經離開登機門，其除冰於1時46分完成。
下午1時51分，1713號班機聯繫航空管制員，請求「從除冰區上滑行」。由於管制員仍認為1713航班仍在登機口並要求進行除冰（1713班機並沒有申請滑行許可，但其已經滑行至除冰區除冰），因此指示該航班聯繫地面控制中心，地面控制人員隨後允許1713航班滑行至除冰墊。已經完成除冰的1713航班的機組人員無意將這個許可理解為他們可從除冰墊滑行並前往跑道。
下午2時05分，1713航班已於跑道35L北端排第一位，同時機組亦己準備起飛。由於1713航班位置未及時通知，航空管制員多次嘗試讓不同的飛機起飛，令1713航班在雪中停留數分鐘，並使客機的機翼面臨被冰「污染」的風險。 1713航班隨後通知航空管制員，他們正在35L跑道等待起飛許可。下午2時14分，1713航班獲准起飛。班機起飛時，飛行員過度轉向，令DC-9不升反降，亦令左翼擦撞地面，導致機翼分離。不久，左翼點燃了燃料，導致機艙內「起火」，駕駛艙和機身的左側接著撞擊地面，令DC-9機身反轉並機腹朝天。 
此次事故共造成25名乘客和3名機組人員死亡；最後2名死者於住院期間死亡。機長、副駕駛、一名乘務員和11名乘客死於鈍器傷。此外，5名乘客因鈍器傷導致頭部受傷，9名乘客死於窒息。其餘52名乘客和2名空服員倖存。 在倖存的乘客中，25人受輕傷，27人受重傷。 Fitzsimons陸軍醫療中心派出人員協助分流乘客，並將倖存者送往十家醫院治療。

## 調查
NTSB調查了這起事故。

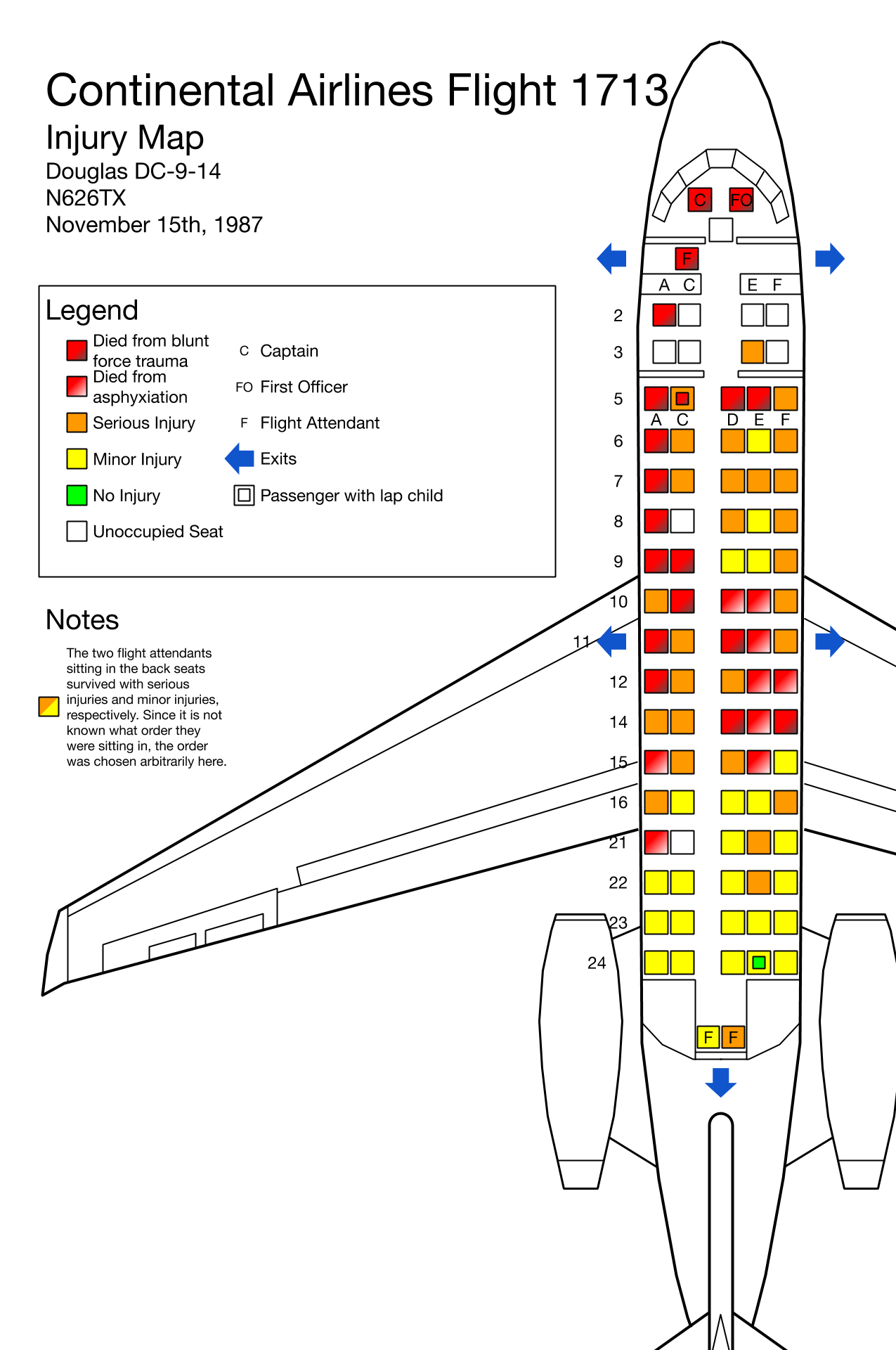
美國大陸航空1713號班機的座位表，基於NTSB的官方報告。該圖表說明了乘客的位置、沒有受傷、受傷的嚴重程度和死亡原因。

1713號班機墜毀的原因可能是機翼積冰。1988年7月，美國大陸航空向NTSB提交了一份報告，將墜機的原因定為尾流、跑道上的積雪過厚以及空中交通管制員的錯誤。航空公司說明了幾個失誤導致墜機進而造成28人死亡，NTSB調查了尾流論並得出結論，前一班班機的尾流並不會影響1713航班。
在調查期間，機組人員在DC-9上的經驗不足受到質疑。調查小組將第二次除冰失敗導致丹佛空難發生列入可能，調查人員還發現副駕駛Bruecher在進入大陸航空工作之前，因三度未能通過飛行考試而被另一家航空公司解僱。
調查人員確定，從除冰結束到1713航班嘗試起飛之間間隔了27分鐘，比起飛前預訂的間隔時間長了7分鐘。 NTSB根據倖存乘客的報告得出一個理論，1713航班在除冰完成後，落在機翼上的濕雪足夠融化並稀釋除冰液，從而形成積冰。據飛機製造商稱，即使機翼上有少量的冰污染也會影響升力，基於此，NTSB得出結論，少量機翼結冰導致 1713 航班出現嚴重的控制性問題。
NTSB還確定副駕駛Bruecher在起飛期間的不專業表現可能導致他失去對飛機的控制。結合冰對機翼的影響，高爬升率導致飛機左翼失速，飛機開始翻滾。1713航班是Bruecher在請假24天後的第一次飛行任務，NTSB得出的結論是，這種長期請假已經影響了新聘副駕駛近期訓練的手感，導致了起飛表現不佳。
1988年9月27日，NTSB發布了一份關於墜機調查的最終報告，將事故歸咎於機長未能對飛機進行第二次除冰、副駕駛起飛表現不佳、飛行員和空中交通管制員導致延誤，再加上駕駛艙機組人員對該機型相對缺乏經驗，具體而言，NTSB認為，這起事故的可能原因是機長在班機延遲起飛後沒有對飛機進行二次除冰，導致機翼上緣表面污染和在起飛期間副機長失去控制。導致這起事故的原因是對新進組員的操作缺乏監督及管控，以及組員和空中交通管制員間存在的混淆導致延誤起飛。

## 影響
事故發生後，美國大陸航空重申了其處理除冰的程序，並開發了一個化的分配程序，以防止機組人員“綠對綠”，或使飛行時間少於 100 小時的飛行員被分配到同一航班。
1713班機墜毀九個月後，達美航空1141號班機在達拉斯起飛時墜毀。當NTSB發布其關於1713班機的報告時，它特別提到起飛前發生了“近 3 分鐘無關緊要的社交對話”。NTSB後來發布關於1141號班機的報告時，它發現達美機組人員也進行了無關緊要的談話，包括討論大陸航空1713號班機墜毀事件中的黑盒子。達美航空公司1141班機的駕駛艙錄音。
斯塔普頓機場於1995年被丹佛國際機場取代。此後它永久關閉，並重新開發為零售和住宅區。大陸航空於2010年通過股票互換與聯合航空控股（聯合航空的母公司）合併，大陸航空的股份和聯合航空控股合併；合併後的控股公司更名為聯合大陸控股。在整合期間，兩家航空公司都單獨營運，在總部位於芝加哥的聯合航空團隊的引導下，2012年完成整合。合併後的航空公司雖然保留了聯合的名稱，但使用了美國大陸航空的營運證書和制服。

## 影視節目
- 1713班機於1988年的電影《雨人》中被提及。[15]
- 此次事故收錄於空中浩劫第18季第10集「Dead of Winter」。
- 1990年2月，讀者文摘（雜誌）在其文章「Miracle In The Blizzard（暴風雪中的奇蹟）」中詳細介紹了機組人員和一些乘客。